# Thylaeodus
Thylaeodus is een geslacht van weekdieren uit de klasse van de Gastropoda (slakken).

## Soorten
- Thylaeodus contortus (Carpenter, 1857)
- Thylaeodus equatorialis Spotorno & Simone, 2013
- Thylaeodus indentatus (Carpenter, 1857)
- Thylaeodus rugulosus (Monterosato, 1878)
- Thylaeodus semisurrectus (Bivona-Bernardi, 1832)